# Abyss Odyssey
Abyss Odyssey là tựa game hành động phiêu lưu đi cảnh được hãng ACE Team phát triển và Atlus phát hành vào vào tháng 7 năm 2014 cho hệ máy Xbox 360, PlayStation 3 và Microsoft Windows, và cho PlayStation 4 vào tháng 7 năm 2015.
Cốt truyện trong game kể về một nhóm anh hùng đi chinh chiến hòng đạt đến cấp bậc phù thủy có giấc mơ đang lây nhiễm thực tế ở Santiago, Chile vào cuối thế kỷ 19. Abyss Odyssey kết hợp những yếu tố từ nhiều thể loại trò chơi điện tử vốn sở hữu phong cách nghệ thuật độc đáo dựa trên phong trào Art Nouveau và có các nhân vật dựa theo thần thoại Chile. Game nhận được hầu hết đánh giá tích cực từ giới phê bình khi họ ca ngợi bầu không khí trong game nhưng lại chỉ trích một số khía cạnh từ lối chơi.

## Lối chơi

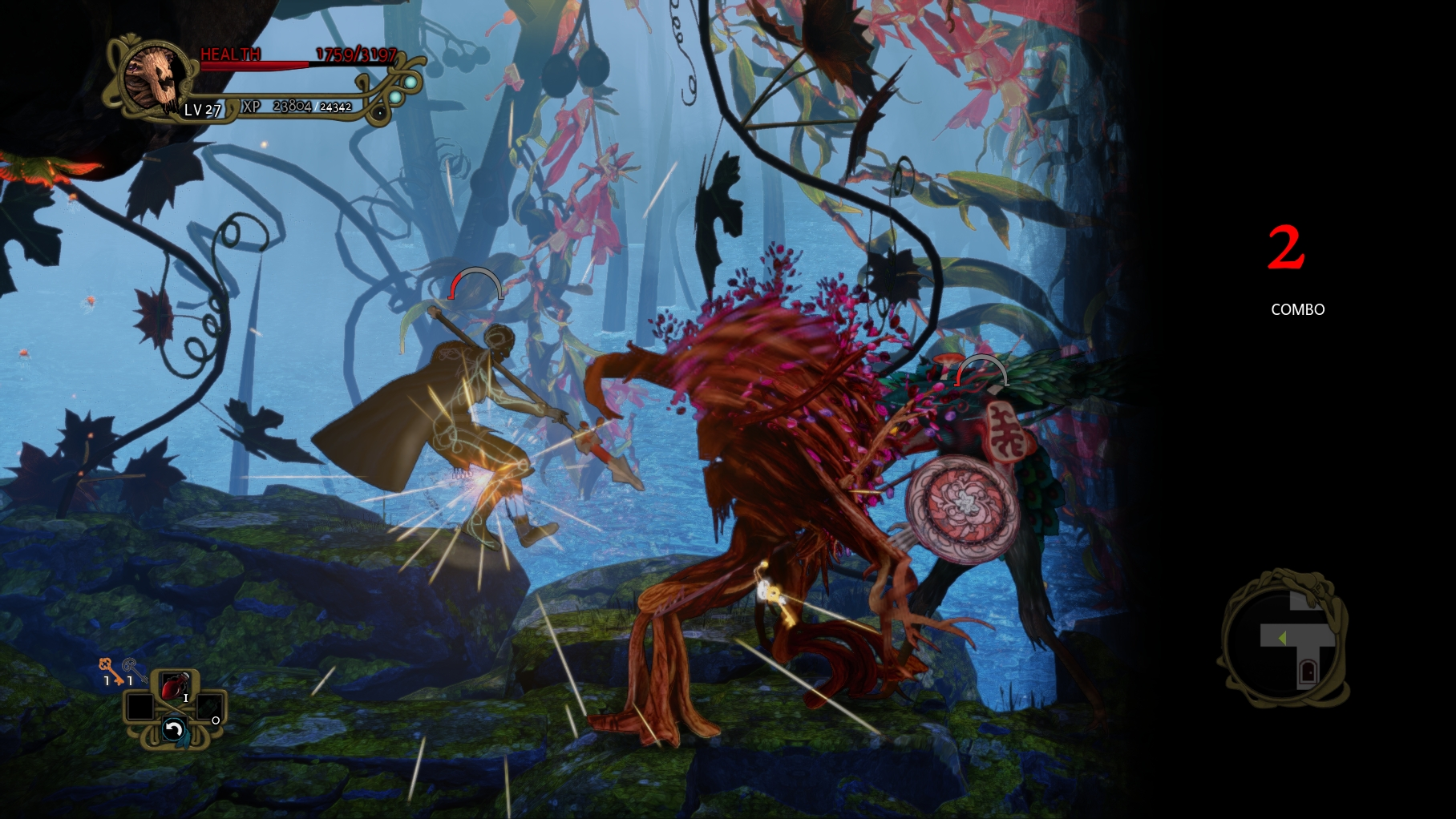
Nhà phát triển tựa game này đã mô tả phong cách chiến đấu của Abyss Odyssey kiểu như "hơi giống Street Fighter gặp Super Smash Bros."

Lối chơi có sự kết hợp của các yếu tố từ một số thể loại trò chơi điện tử. Người chơi điều khiển nhân vật đại diện giao chiến với quân thù và tiến dần qua những khu ngục tối để đi đến cuối màn. Các màn chơi trong game đều được tạo theo quy trình, mang lại trải nghiệm mới cho từng màn chơi. Người chơi chỉ có một mạng sống duy nhất nhưng có thể được hồi sinh. Nếu nhân vật của người chơi thiệt mạng, người chơi sẽ điều khiển một kẻ yếu hơn nhiều luôn cố gắng trả thù cho cái chết của mình và có thể hồi sinh người chơi tại các bàn thờ cụ thể.
Hệ thống chiến đấu của trò chơi kết hợp các yếu tố của dòng game Super Smash Bros. và Street Fighter, đồng thời ban thưởng cho người chơi vì đã căn chỉnh thời gian đỡ đòn và ra đòn đúng thời điểm. Người chơi có thể bắt giữ linh hồn của đối phương mà họ vừa chạm trán—sau khi thu thập được rồi thì người chơi có thể mang hình dạng và khả năng của quân địch trong game. Abyss Odyssey sử dụng hệ thống mở khóa dựa trên cộng đồng; khi mới ra mắt, chỉ có "giai đoạn" đầu tiên của trò chơi. Sau khi một số lượng người chơi nhất định đánh bại trùm cuối của game tên gọi Warlock, giai đoạn tiếp theo của trò chơi sẽ được mở khóa cho tất cả người chơi.

## Phát triển

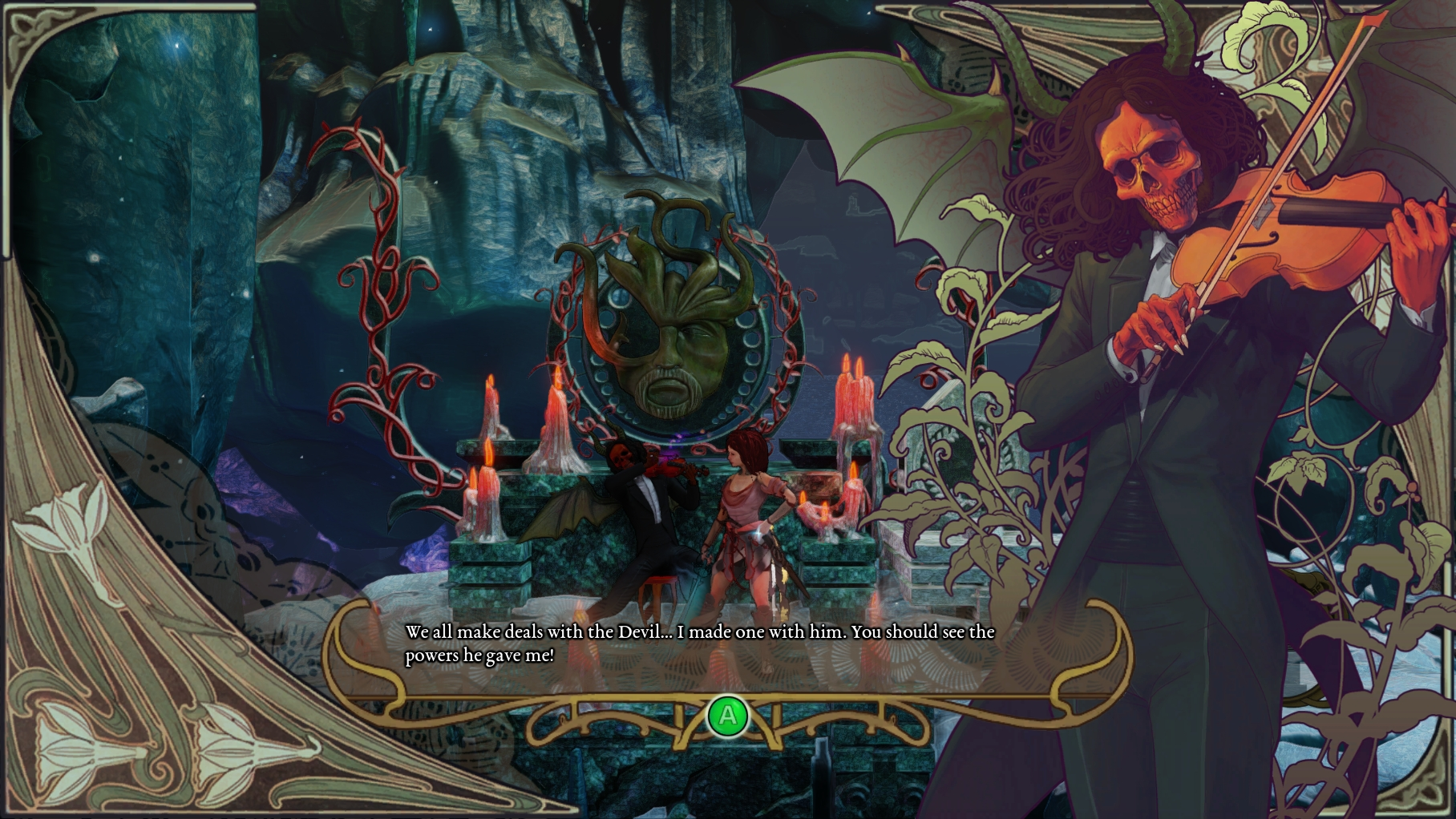
Nghệ thuật lấy cảm hứng từ tác phẩm của Harry Clarke

Nhà phát triển ACE Team đã tiết lộ Abyss Odyssey trên blog của họ vào ngày 4 tháng 3 năm 2014. Các nhà phát triển đã lấy cảm hứng từ phong trào Art Nouveau và họ đã sử dụng Harry Clarke làm tài liệu tham khảo trực tiếp cho phần lớn nghệ thuật và bầu không khí trong game. Họ mong muốn game trở nên cực kỳ dễ chơi lại và thiết kế cơ chế chiến đấu đơn giản dễ hiểu, sau khi cân nhắc ban đầu về một bố cục chiến đấu phức tạp hơn.
Phiên bản nâng cao (Enhanced Edition) có tên Abyss Odyssey: Extended Dream Edition giới thiệu mục chơi mạng mang tính cạnh tranh cũng như các loại quân địch và trùm mới cho game và được phát hành cho PlayStation 4 vào ngày 28 tháng 7 năm 2015. Chế độ khó "ác mộng" (nightmare) được đưa vào phiên bản nâng cao này.

## Đón nhận
Các bài đánh giá dành cho Abyss Odyssey không đồng nhất theo Metacritic, vì tựa game này nhận được số điểm tổng thể là 69/100 điểm. Giới phê bình khen ngợi phong cách nghệ thuật và bầu không khí của trò chơi, nhưng tỏ ra thất vọng vì một số cơ chế game và tính chất lặp đi lặp lại của nó.
Dan Whitehead của Eurogamer thì khen ngợi hình ảnh và ý tưởng mới của trò chơi trong một bài đánh giá tích cực, nhưng thấy có"... cảm giác rằng khi trải dài quá nhiều thể loại, game đã tự dàn trải mỏng ra một chút" Richard Cobbett của IGN đã so sánh bất lợi các yếu tố roguelike của trò chơi với The Binding of Isaac và Spelunky, nhưng lưu ý rằng "nhạc nền tuyệt vời và nghệ thuật thậm chí còn hay hơn nữa". James Cunningham của Hardcore Gamer đã ví phong cách nghệ thuật này như "đang phát lại nhạc album Grateful Dead" và gọi đây là "một viên ngọc game nhỏ bé kỳ quặc"
Bình phẩm về hệ thống chiến đấu trong game có nhiều ý kiến trái chiều. Alasdair Duncan của Destructoid cảm thấy rằng hệ thống chiến đấu "thú vị và sâu sắc" và cung cấp một trong những lý do chính để chơi game này, trong khi Emanuel Maiberg của PC Gamer chế giễu điều mà anh ấy cảm thấy là đầu vào điều khiển chậm chạp của trò chơi và so sánh tựa game này một cách tiêu cực với dòng game Super Smash Bros. dựa trên hệ thống chiến đấu của nó.